# ماكولي كولكين
ماكولي ماكولي كولكين كولكين (بالإنجليزية: Macaulay Carson Culkin)‏ (ولد باسم ماكولي كارسون كولكين في 26 أغسطس 1980)، هو ممثل وموسيقي أمريكي، يُعد من أنجح الممثلين الأطفال في التسعينيات. حاز على ترشيح لجائزة جولدن جلوب إلى جانب العديد من الجوائز الأخرى، كما احتل المرتبة الثانية في قائمة في إتش 1 لـ "أعظم 100 نجم طفل" عام 2005. تم تكريمه في عام 2023 بنجمة على ممشى المشاهير في هوليوود.  
برز كولكين بشخصية كيفين مكاليستر في فيلم الكريسماس الكوميدي وحيد في المنزل (1990)، وعاد لتجسيد الدور في جزئه الثاني وحيد في المنزل 2: ضائع في نيويورك (1992). واصل نجاحه بأفلام متنوعة، منها فيلم فتاتي (1991)، وفيلم الإثارة النفسية الابن الصالح (1993)، بالإضافة إلى فيلم الكوميديا الانتقام من الأب وريتشي ريتش (كلاهما عام 1994). ابتعد عن التمثيل لفترة بدأت عام 1995، ثم عاد عام 2003 بفيلم دراما السيرة الذاتية وحش الحفلة. شارك لاحقًا في أفلام مستقلة مثل خُلِّص! (2004) والجنس والإفطار (2007)، كما تعاون مع آدم جرين في عملين هما: الفيراري الخطأ (2011) وعلاء الدين (2016). في السنوات الأخيرة، ظهر في فيلم الكوميديا أرض التغيير (2019)، والموسم العاشر من قصة رعب أمريكية (2021)، وقدم دورًا صوتيًا في الحلقة الخاصة بين المجرات لكيد كودي (2022).  
إلى جانب التمثيل، نشر كولكين سيرته الذاتية جونيور (2006)، حيث استعرض تجربته مع الشهرة وعلاقته المضطربة بوالده. كما كان المغني الرئيسي لفرقة الروك الكوميدية ذا بيتزا أندرجراوند بين عامي 2013 و2016. في عام 2018، أسس موقع الويب والبودكاست الساخر باني إيرز، حيث يعمل ناشرًا ورئيسًا تنفيذيًا.

## نشأته
ولد كولكين في مدينة نيويورك وترعرع بها، وهو ابن باتريشيا كولكين؛ ممثل مسرحي سابق معروفٌ إنتاجه في برودواي.
كولكين هو من أصل الأيرلندي، وكان مسيحي من الطائفة الكاثوليكية، وحضر المدرسة الكاثوليكية (مدرسة القديس يوسف) قبل الانتقال إلى المدرسة الفنية للطفولة.
درس كولكين الباليه في مدرسة الباليه الأميركية. وكان كولكين هو الثالث بين سبعة أبناء للزوجين، لديه أربعة أخوة: شين (مواليد 1976)، كيران (مواليد 1982) وكرستيان (مواليد 1987) وروري (مواليد 1989)، واختان هما: داكوتا (1979-2008) وكوين (مواليد 1984). كولكين هو ابن شقيق الممثلة بوني الذي هي أخت والده.

## اهتماماته الخاصة
في وقت عرض الفيلم الثاني من سلسلة وحدي في المنزل أصبح كولكين أشهر أطفال نجوم أميركا على الأطلاق وفي عام 1991 لعب دور توماس جيه في فيلم (My Girl) حيث قدم شخصية طفل يعاني من الحساسية من كل شيء. وفي عام 1993 كان أول فيلم له تخلى عن الكوميديا حيث قدم شخصية شيطان قاتل، وبعدها إبتعد عن الساحة الفنية نتيجة لمشاكله الشخصية والعائلية.
تزوج من الممثلة راشيل مينر في عام 1998. وانفصلا في عام 2002
وأدلى كولكين عناوين الصحف في صيف عام 2006 عندما اجازاتهم في إسرائيل وتزامنت مع بداية حرب لبنان عام 2006. وغادر كولكين فورا على اعتبار أن الحرب بدأت.

### عشرينيات القرن الحادي والعشرين: العمل الحالي
في عام 2021، كان كولكين جزءًا من فريق التمثيل الرئيسي للموسم العاشر من مسلسل American Horror Story: Double Feature  وقد حظي دوره في الموسم بإشادة النقاد. في 1 ديسمبر 2023، حصل كولكين على نجمة في ممشى المشاهير في هوليوود. وكان من بين الحاضرين في الحفل زميلته في بطولة فيلم Home Alone كاثرين أوهارا وزميلته في بطولة فيلم Party Monster ناتاشا ليون، اللتين ألقتا خطابات تكريمًا لكولكين.

## حياته الخاصة

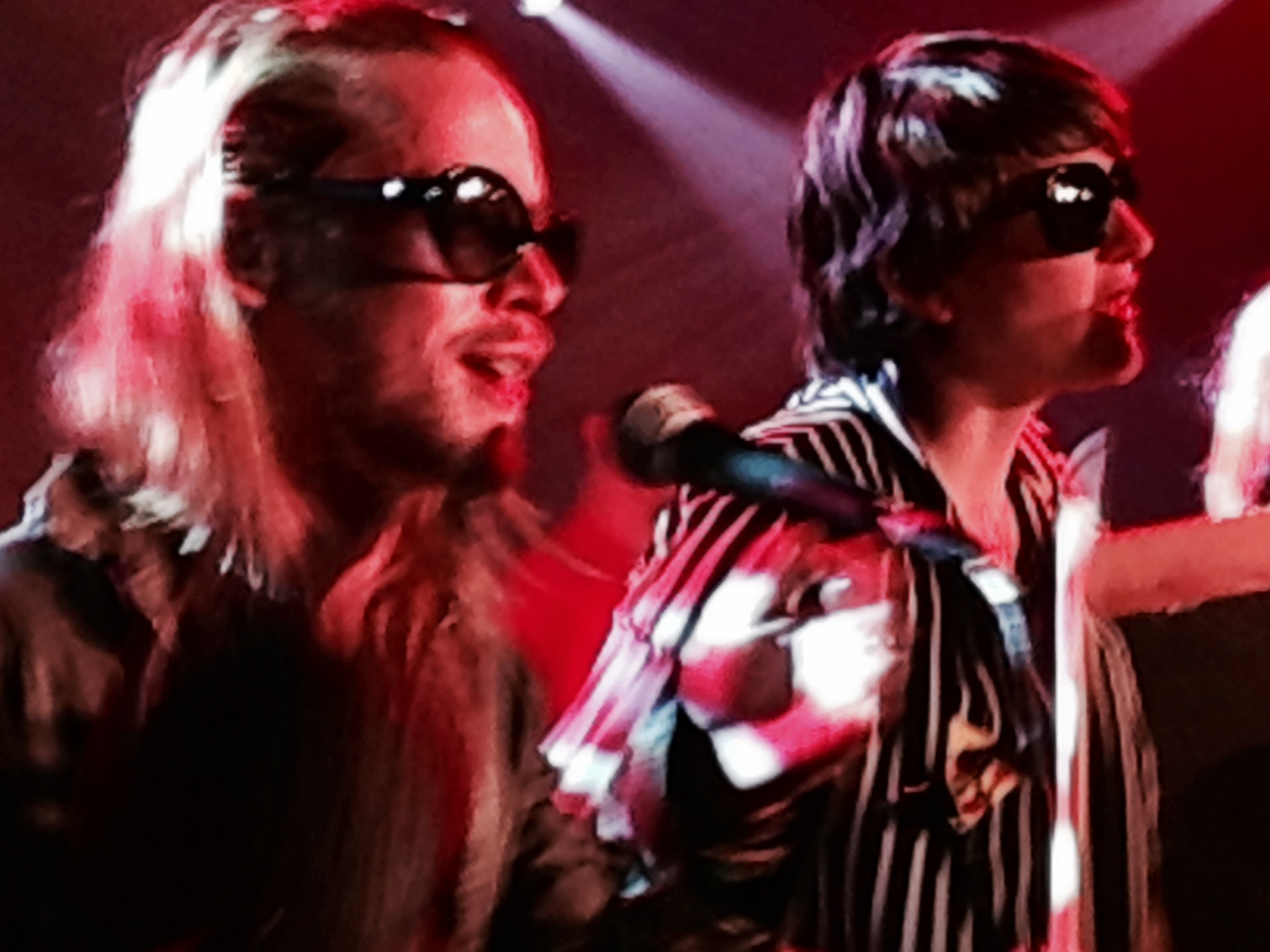
فرقة الكوميديا "بيتزا أندرغروند" ، التي تضم الممثل ماكولي كولكين، تقدم عرضًا في شيكاغو، 2014

وصف ماكولي كولكين والده كيت كولكين بأنه قاسٍ وعنيف أثناء طفولته، لأن "كل ما حاول [والده] القيام به في حياته برع فيه [كولكين] قبل أن يبلغ [والده] العاشرة من عمره". لم يتزوج والدا كولكين مطلقًا وانفصلا عندما كان مراهقًا، مما دفع والدته إلى تقديم طلب للحصول على الحضانة. ذهب كولكين إلى المحكمة لمنع والديه من السيطرة على صندوق ائتمانه، والذي قُدِّرت قيمته بين 15 و20 مليون دولار. وقد انفصل عن والده منذ ذلك الحين. وعلى عكس التقارير الإعلامية التي زعمت أنه حرر نفسه من والديه، أوضح كولكين في عام 2018 أنه ببساطة أزال اسميهما من صندوق ائتمانه وعين منفذا لوصيته بدلاً من ذلك.
في 10 مايو 2000، توفيت جينيفر آدمسون (أخت كولكين غير الشقيقة) بسبب جرعة زائدة من المخدرات. وفي 10 ديسمبر 2008، توفيت أخته الكبرى داكوتا بعد أن صدمتها سيارة.
في 17 سبتمبر 2004، قُبض على كولكين في مدينة أوكلاهوما لحيازة الماريجوانا بكمية 17.3 جرام ومادتين خاضعة للرقابة، و16.5 ملغ من ألبرازولام و32 ملغ من الكلونازيبام. والذي حكم عليه بالسجن لفترة طويلة ولكن أفرج عنه قريبا بغرامة بأربعة آلاف دولار.

### الصداقة مع مايكل جاكسون
كان كولكين صديقًا مقربًا من مغني البوب مايكل جاكسون، مما جعله يظهر معه في فيديو كليب أغنية أسود أو أبيض، وكان جاكسون اشترى الهدايا لكولكين، استمر كولكين وجاكسون في قضاء العطلات المختلفة معا وكان كولكين يبيت في كثير من الأحيان في مزرعة نيفرلاند المملوكة لجاكسون.
اُتهم جاكسون بالتحرش جنسيا بماكولي كولكين ولكن في محاكمة جاكسون، أقر كولكين بأنه نام في حجرة نوم مايكل جاكسون عدد لا يحصى من المرات ولكن صرح أن حجرة نوم جاكسون كان ذو طابقين وأضاف أن جاكسون لم يتحرش به جنسيا إطلاقا ولم يلمسه بأي طرق غير سليمة، وأشار إلى هذه الإدعاءات ب «سخيفة بالتأكيد». كما حضر كولكين دفن جاكسون في 3 من سبتمبر عام 2009.

## فيلموغرافيا
- «خدمة مان» كريس (2011)
- «الملوك» أندرو الصليب (2009)
- «الجنس والإفطار» جيمس (2007)
- «الدجاج روبوت» باستيان بوكس (2005-2006)
- «المحفوظة!» رولان (2004)
- «ويل وغريس» جايسون تاون (2003)
- «حزب الوحش» مايكل (2003)
- «ري ري هذه التقنيات» ريتشي ريتش (1994)

- «فراسير» إليوت (1994)

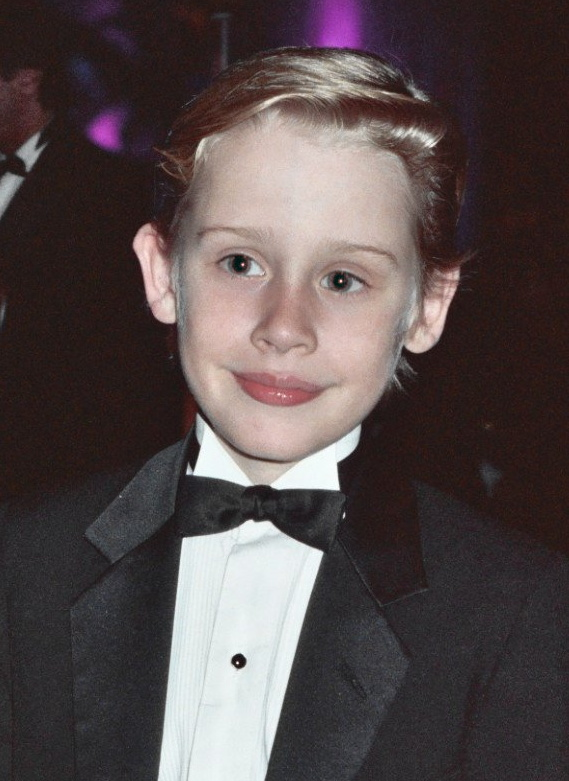
ماكولي كولكين، في عام 1991

- «الحصول على وحتى مع والدي» تيمي غليسون (1994)
- «وكسارة البندق» الأمير (1993)
- «الابن جيد» هنري ايفانز (1993)
- «الخطرة: الأفلام القصيرة» كيد (1993)
- «وحدي في المنزل 2 : فقدت في نيويورك» كيفن (1992)
- «فتاتي» توماس ج. (1991)
- «الأسود أو الأبيض الخامس» شقراء طفل (1991)
- «فقط وحيد» بيلي (1991)
- «اتمنى كيد» نيكولاس (1991)
- «وحدي في المنزل» كيفن (1990)
- «سلم يعقوب» غابي (1990)
- «باك العم» ميل راسيل (1989)
- «نراكم في الصباح» بيلي ليفينغستون (1989)
- «صاروخ جبل طارق» قبرصي الأزرق الأسود (1988)
- «والمعادل» بول غيبهارت (1988)
- «وساعة منتصف الليل» هالوين كيد (1985)